# Stenomalina illudens
Stenomalina illudens är en stekelart som först beskrevs av Walker 1836.  Stenomalina illudens ingår i släktet Stenomalina och familjen puppglanssteklar. Arten är reproducerande i Sverige. Inga underarter finns listade i Catalogue of Life.